# Bougadoum
Bougadoum este o comună din Regiunea Hodh Ech Chargui, Mauritania, cu o populație de 29.045 locuitori.